# Ulybnis, durak!
„Ulybnis, durak!” (rus. Улыбнись, дурак!) – drugi studyjny album rosyjskiego rapera Morgenshterna, wydany 1 stycznia 2019 r. przez Yoola Music. Na albumie gościnnie ukazali się; 4Teen, Larin, LSP. Aleksey Mazhaev z InterMedia określił album jako wesoły, inny od poprzednich.

## Lista utworów
Lista utworów.
| 1.                       | Улыбнись, дурак!                      | Morgenshtern         | 1:15 |
| 2.                       | Буду твоей пальмой!                   | 4Teen · Morgenshtern | 3:14 |
| 3.                       | So High! (gościnnie: 4Teen)           | 4Teen                | 3:05 |
| 4.                       | Пам Пам Пам!                          | 4Teen                | 2:22 |
| 5.                       | Вечный сон (gościnnie: Larin)         | Morgenshtern         | 3:25 |
| 6.                       | Первый раз                            | Morgenshtern         | 4:31 |
| 7.                       | Зеленоглазые деффки! (gościnnie: LSP) | 4Teen · Morgenshtern | 3:25 |
| Całkowita długość: 21:17 |                                       |                      |      |

## Pozycję na listach
| Lista (2019)        | Najwyższa pozycja |
| ------------------- | ----------------- |
| Rosja (iTunes)      | 1                 |
| Rosja (Apple Music) | 3                 |

| Wykresy (2019) | Piosenka             | Najwyższa pozycja |
| -------------- | -------------------- | ----------------- |
| Rosja (Deezer) | Зеленоглазые деффки! | 1                 |
| VKontakte      | Зеленоглазые деффки! | 2                 |
| VKontakte      | Буду твоей пальмой!  | 30                |